# Собор святого Феодосія
Собор святителя Феодосія Углицького — чинна церква в місті Клівленд. Найстаріша православна церква у штаті Огайо, США.
Церква належить до єпархії Середнього Заходу і Чикаго Американської православної церкви. Настоятель — протоієрей Іоанн Здіняк (англ. John E Zdinak).
Будинок собору внесено до Національного реєстру історичних місць США.

## Історія
Православній парафії в Клівленді передувало засноване в кінці 1895 року Товариство святителя Миколая, засноване за порадою священика Іоана Кочурова. Членами Товариства були 23 русина, колишні парафіяни греко-католицької парафії святих Апостолів Петра і Павла, що перейшли у православ'я. Товариство було офіційно зареєстровано 28 вересня 1896.
У 1896 році була побудована невелика парафіяльна будівля, де 19 жовтня єпископ Миколай (Зіоров) освятив церкву в ім'я святителя Феодосія Углицького.
У перші ж роки була заснована церковно-парафіяльна школа.
У 1902 році парафією у громади сестер-августинок була придбана за 30 000 $ територія (30 акрів) жіночого монастиря Святого Йосипа. З цієї території 80 ділянок було продано парафіянам. У кам'яному будинку були розміщені церква, школа «Бурса» і квартира священика.
У 1905 році парафія складалась з 15 сімей. У 1909 році для кладовища парафія придбала землю в районі Бруклін.
23 вересня 1911 відбулась закладка нового кам'яного храму. План собору був розроблений Фредеріком Бейрдом (англ. Frederick C Baird). На будівництво нового храму було зібрано пожертв на суму 70 000 $, серед жертводавців був і Микола II.
Повністю собор був освячений єпископом Олександром (Немоловським) 20 липня 1913.
До середини 1930-х років соборний хор був знаменитий на весь Клівленд, він давав концерти в Клівлендському музеї мистецтв, слухати служби в його виконанні приходило багато жителів міста інших конфесій.
У 1936 році в храмі був проведений П'ятий всеамериканський церковний собор, а в 1946 році — історичний Сьомий всеамериканський церковний собор.
У 1953 році була відкрита недільна церковно-парафіяльна школа. У цей період в парафії нараховувалося 1200 сімей.
У 1950 році почалася велика реконструкція будівлі собору, який завершився освяченням 3 жовтня 1954.
З кінця 1950-х років, духовенство почали служити літургії, поряд з церковно-слов'янською, і англійською мовою.
До 1974 року кількість прихожан знизилося до 600 сімей, але церква продовжувала бути важливим релігійним і культурним центром міста. Храм регулярно давав хорові концерти, а також організував в 1980 році виставку російського мистецтва.
На початку 2000-х років собор був відреставрований і наново освячений предстоятелем Американської православної церкви Феодосієм у вересні 2001 року.

## Цікаві факти
- Собор святителя Феодосія можна побачити в фільмі «Мисливець на оленів», про долю трьох друзів русинського походження призваних на війну у В'єтнамі.